# Cultura di Narva

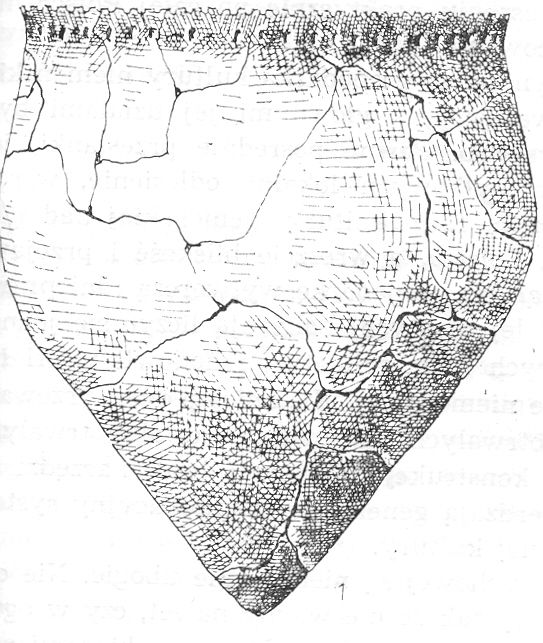
Ceramica della cultura di Narva

La cultura di Narva, V-IV millennio a.C. ca., fu una cultura archeologica localizzata nelle attuali Estonia, Lettonia, Lituania, Oblast' di Kaliningrad (già Prussia Orientale), e una porzione adiacente di Polonia e Russia. Si è detto fosse succeduta alla mesolitica cultura di Kunda. Denominata così dal fiume Narva, in Estonia, essa abbraccia l'intero neolitico europeo fino all'inizio dell'età del bronzo. La tecnologia era quella basata sulla selce dei cacciatori-raccoglitori, con ceramica attribuita alla cultura del vasellame a pettine.
Al tempo della cultura della ceramica cordata, vengono riconosciute due varianti distinte, una a nord-est, e un'altra a sud-ovest, con quest'ultima che mostrava caratteristiche della cultura del bicchiere imbutiforme prima, e successivamente elementi delle ceramica cordata e anfore globulari. Tutto ciò può essere visto come intrusivo e, probabilmente, di breve durata.
La variante nord-orientale sembra essere rimasta ampiamente indipendente, dando l'impressione di essere autoctona.
Gli elementi sud-occidentali, dunque, possono forse essere identificati con lo strato più antico della cultura baltica indoeuropea, e anteriori alle lingue Lettoni, Lituane e le ormai estinte prussiane antiche.

## Fonti
- (EN)  The Indo-Europeanization of Northern Europe (La indoeuropeizzazione dell'Europa settentrionale). Martin E. Huld & Karlene Jones-Bley editors, Journal of Indo-European Studies Monograph No. 17, Institute for the Study of Man, Washington, DC, 1996; questi tre articoli:

1. Algirdas Girinikas, "The Narva Culture and the Origin of the Baltic Culture" (La cultura di Narva e l'origine della cultura baltica), pp. 42–47.
2. Rimute Rimantiene & Gintautas Cesnys, "The Pan-European Corded Ware Horizon (A-Horizon) and the Pamariu (costiera baltica)" - L'orizzonte pan-europeo del vasellame cordato e la cultura (costiera baltica) di Pamariu, pp. 48–53.
3. Ilze Loze, "Some Remarks about the Indo-Europeanization of the Northern Baltic Europe (in the Case of the Eastern Baltic Region)" - Alcune considerazioni riguardo alla indoeuropeizzazione dell'Europa baltica settentrionale (Nel caso della regione baltica orientale). pp. 59–77.